# Johan Baptista Houwaert
Pour les articles homonymes, voir Baptista et Houwaert.
Iehan ou Johan Baptista Houwaert, né à Bruxelles en 1533 et mort dans sa ville natale le 11 mars 1599, cité en 1580 comme membre du lignage Sweerts, est conseiller et maître ordinaire de la Chambre des comptes du duché de Brabant et un poète et dramaturge humaniste d'expression néerlandaise.

## Biographie
Houwaert, issu d'une famille aisée, put ajouter à ses richesses la dot de sa femme Catharina van Couwenberg, elle aussi issue de parents riches.  Parmi ses possessions se trouvait une propriété à Saint-Josse-ten-Noode, le Wijngaertsberg, qu'il put réunir avec une parcelle contiguë, le Strytbeemt, pour y construire sa « Petite Venise ».  Dans son Pegasides pleyn, il vante la beauté du lieu.  Il trouve la vallée du Maelbeek délicieuse.  Selon lui, c'est « la plus belle région de l'Europe ».  
Sauvant les apparences de bon catholique, Houwaert, sans doute sympathisant du luthéranisme, assista aux prédications interdites des réformateurs.  Le duc d'Albe, le soupçonnant d'hérésie, le fit emprisonner pour un an au Treurenborch.  Il ne put échapper à la mort qu'en abjurant la foi protestante et en adoptant la confession catholique.  Cela ne l'empêcha pas de rejoindre de nouveau les partisans de Guillaume le Taciturne.  Dans son dernier ouvrage, il prétendra avoir conservé sa foi catholique.  
Son immense œuvre était tenue en grande estime par ses contemporains et encore bien au-delà de son époque.  La devise qu'il employait à chaque occasion et dans tous ses poèmes était Houd middelmate (« Tiens le juste milieu »).  L'adage réapparaît, mais cette fois-ci en latin, sur sa pierre tombale : Inter utrumque tene (« Tiens-toi entre les deux »).  En 1578, il publia sa Milenus clachte, une adaptation du Reloj de principes de Guevara, conçue comme un acte d'accusation à l'égard de l'Espagne et dédiée au prince d'Orange.  Milenus, du pays du Danube, vient se plaindre à Rome du régime oppressif des gouverneurs romains.  Toujours en 1578, il obtint la haute position de maître de la Cour des comptes de Brabant, poste qu'il occupera jusqu'à la prise de la ville par Alexandre Farnese en 1585.  	

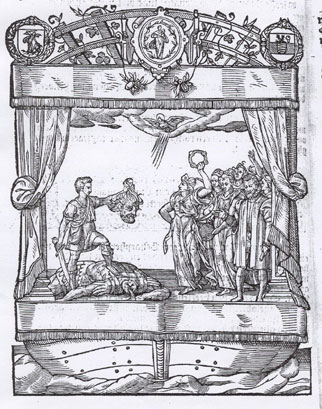
Tableau vivant sur le canal de Willebroek, monté par la chambre de rhétorique 't Mariacranske à l'occasion de l'entrée solennelle de Guillaume d'Orange à Bruxelles en 1577 ; gravure sur bois, tirée de la description sommaire de cet événement par Houwaert, publiée en 1579.

C'est vraisemblablement en sa qualité de membre d'une des chambres de rhétorique bruxelloises, responsables de l'animation de toutes sortes de festivités et de célébrations, qu'il fut l'organisateur de l'entrée solennelle du prince d'Orange, lorsque celui-ci fut devenu gouverneur de Brabant, et de celle de l'archiduc Matthias en 1578, événement dont il fit, en tout état de cause, la description.  Il traduisit le discours latin qu'un autre Bruxellois de naissance, Marnix de Sainte-Aldegonde, avait fait à la diète de Worms.  En 1582, il dédia un poème politique verbeux à François d'Anjou.  Son œuvre la plus connue, rimée, est Pegasides pleyn, ende den lust-hof der maeghden, de 1582 ou de 1583, un ouvrage paru chez Plantin, abondant de faits historiques et légendaires, et de leçons de morale pour femmes, mais sans beaucoup de système.  Dans ces leçons de vie, il se montre un précurseur de Jacob Cats.  En 1583, parut encore De vier wterste, selon toute apparence résultant des réflexions dévotes faites pendant son emprisonnement, mais également sous l'influence du long poème De ure van de Dood du rhétoricien bruxellois Jan van den Dale.
Lorsque Farnese eut fait son entrée à Bruxelles, Houwaert lui dédia un poème, dont le manuscrit se trouve actuellement à Londres, et dans lequel il l'implore de faire preuve de clémence.  En 1594, il publia deux poèmes pour l'archiduc Ernest d'Autriche.  Grâce à une édition posthume de 1614, on connaît son Paraenesis politica of politijcke onderwijsinghe, œuvre où il se pose la question de savoir s'il veut rester à Bruxelles ou émigrer, comme tant d'autres l'avaient fait avant lui.
Sa Tragedie vander orloghen et sa Comedie vanden peys, dont le manuscrit est conservé à Hasselt, auraient été jouées à l'occasion de l'entrée solennelle de l'archiduc Albert à Bruxelles en 1599, un événement qui se produira après sa mort ; il ne s'agit pas nécessairement d'œuvres de circonstance, car de telles pièces servaient de passe-partout à toutes sortes d'occasions. 
Il fut inhumé avec beaucoup de pompe dans l'église de Saint-Josse-ten-Noode, où fut également enterré sa femme. 
En 1612 parut à titre posthume Den generalen loop, ouvrage apparemment conçu comme une variante des Vier wterste, avec une touche plus personnelle.  C'est à tort que l'on aurait attribué à cet auteur De remedie der liefden de 1583, ainsi que Den handel der amoureusheyt, pourtant paru sous son nom en 1621.

## Notoriété contemporaine et posthume
Le poète et rhétoricien anversois Willem van Haecht le compare à Marcus Tullius.  En 1571, on frappe une médaille en son honneur.  Les rhétoriciens de Brabant accueillent le Pegadyses pleyn de Houwaert avec approbation et par des éloges intarissables : ils qualifient son auteur d'un autre Homère.  Joannes Rochius fait son épitaphe en latin, et Franciscus Sweertius l'appelle un poeta Belgicus inter primos.
La critique moderne s'avère moins favorable à son égard : ainsi, Kornelis ter Laan trouve que son art est à l'ancienne, plein de personnages allégoriques ; ses ouvrages seraient constitués de vers de mirliton.

## Œuvre
La liste des œuvres de Houwaert est en partie basée sur le Biographisch woordenboek der Noord- en Zuidnederlandsche letterkunde.
- (nl) Comedie vanden peys, [s. d.].
- (nl) Tragedie vander orloghen, [s. d.].
- (nl) Milenus clachte, publié à Anvers en 1578, adaptation du Reloj de principes de Guevara.
- (nl) Oratie der ambassadeuren... inden rijckxdach ghehouden tot Wormes, 1578, traduit du latin d'après Pro Mathia Archiduce Austriae de Marnix de Sainte-Aldegonde
- (nl) Declaratie van de triumphante incompst vanden... Prince van Oraingnien, publié à Anvers en 1579.
- (nl) Sommaire beschryvinghe vande triumphelijcke incomste vanden... Aerts-hertoge Matthias, publié à Anvers en 1579 (?).
- (nl) Die clachte ende troost van Belgica, 1582.
- (nl) Pegasides pleyn, ende den lust-hof der maeghden, publié à Anvers par Plantin en 1582 ou 1583.
- (nl) De vier wterste, publié à Anvers en 1583.
- (nl) Den wel ghecomen van den... prince van Parma, 1585.
- (nl) Den willecomme en congratulatie vanden... vorst Ernesto, Bruxelles, 1594
- (nl) Houwaerts moralisatie op den comst vanden... vorst Ernesto, Bruxelles, 1594.
- (nl) Tragedie vander orloghen en comedie vanden peys, 1599.
- (nl) Summa ende bekentenisse christelycker leer der predicanten, réédition de 1603 d'un ouvrage qui aurait été publié en 1583 à Anvers chez Plantin.
- (nl) Den generalen loop der werelt, publié à Amsterdam en 1602 et 1612, opus posthume, la première édition serait de 1582.
- (nl) Paranesis politica, politycke onderwysinghe, tot dienste van alle menschen, ouvrage publié à Leeuwarden en 1614.

### Œuvres dont l'attribution n'est plus retenue
- (nl) Die remedie der liefden, int tlatyne beschreven door Ovidius Naso, in onse tale rhetoryckelyck overgesedt voor d'amoreuse, publié à Bruxelles en 1581 et en 1583.
- (nl) Den handel der amoureusheyt, publié à Bruxelles en 1583 et à Rotterdam en 1621.